# Bedford Park Boulevard
Bedford Park Boulevard – stacja metra nowojorskiego, na linii B i D. Znajduje się w dzielnicy Bronx, w Nowym Jorku i zlokalizowana jest pomiędzy stacjami Norwood – 205th Street i Kingsbridge Road. Została otwarta 1 lipca 1933.